# Pellejo de Toro
Pellejo de Toro es un cultivar de higuera de tipo higo común Ficus carica unífera, de higos color violeta negro, punteado uniformemente de blanco. Se cultiva principalmente en el sureste español (región de Murcia y provincia de Alicante) y el Valle del Tiétar (Ávila y Toledo),

## Sinonimia
- „Cuiro de Bou“ en Mallorca, Islas Baleares,[7][8]

## Historia
Parece ser que el origen de la higuera es el Mediterráneo y sus frutos han sido muy apreciados por las diferentes culturas que se han asentado en las orillas de este mar a lo largo de los años. Pero otras fuentes indican que el higo procede de los países del Oriente Próximo, abarcando desde la zona mediterránea hasta el oeste de Asia. Sin embargo antiguas civilizaciones del Mediterráneo oriental usaron el higo mucho antes de que llegara a Europa.
Probablemente su cultivo se inició en Arabia meridional desde donde se extendió al resto de países. Posiblemente los fenicios fueron quienes difundieron el cultivo de la higuera en Chipre, Sicilia, Malta, Córcega, islas Baleares, península ibérica, Francia. Los griegos llevaron el fruto a Palestina y Asia Menor.
La variedad 'Pellejo de Toro' es oriunda del sureste de España donde se cultiva en la región de Murcia y provincia de Alicante. De esta zona es también oriundo el famoso y digamos también naturalista, Miguel Hernández, que hace un bello poema homenaje al higo y su inseparable avispilla polinizadora: 

HIGO – desconocido

Por su desconocimiento

de nadie, nadie lo toma;

nadie lo desea exento

de su viso y de su aroma.

Con la madurez, asoma

el faldón por la sotana.

Y sólo la avispa hircana,

menoscabando etiopía,

demuestra la anatomía

de su luto arrope y grana.

## Características
La higuera 'Pellejo de Toro' es una variedad unífera de tipo higo común. Los higos maduran muy tardíamente desde septiembre hasta noviembre, mientras haya buena temperatura para su maduración.
Los higos 'Pellejo de Toro' tienen forma globosa y costillas marcadas. La piel es fina y consistente, de color violeta negro, con un punteado blanco y algunas grietas uniformes marcadas que le dan vistosidad al higo. Son densos, firmes y flexibles.
Cuando les llueve el ostiolo se abre formando una grieta en estrella.
Apta para higo para consumo en fresco. Es una  de las variedades más cultivadas en el sureste de España por sus higos de excelente calidad.

## Cultivo, usos y aplicaciones
Esta variedad está perfectamente adaptada al cultivo de secano y presenta frutos de calidad. Aunque, es necesaria una manipulación muy cuidadosa para su comercialización en fresco.
Es muy cultivado en los municipios de la Sierra de Gredos.